# Alfred Fink
Alfred Fink (* 1934) ist ein deutscher Rechtsanwalt und Kommunalpolitiker (CSU).

## Werdegang
Fink wurde nach dem Wechsel Otto Stinglwagners auf dem Stuhl des Oberbürgermeisters von Ingolstadt im Frühjahr 1966 zum Landrat des oberbayerischen Landkreises Ingolstadt gewählt. Er blieb bis zur Auflösung des Landkreises im Rahmen der Kreisgebietsreform am 1. Juli 1972 im Amt.
| Personendaten    | Personendaten                                      |
| ---------------- | -------------------------------------------------- |
| NAME             | Fink, Alfred                                       |
| KURZBESCHREIBUNG | deutscher Rechtsanwalt und Kommunalpolitiker (CSU) |
| GEBURTSDATUM     | 1934                                               |